# Wapen van Woerden

Het wapen van de gemeente Woerden

Wapen van het Groot-Waterschap van Woerden

Het wapen van Woerden is het gemeentelijke wapen van de Utrechtse gemeente Woerden. Het wapen werd op 24 juli 1816 door de Hoge Raad van Adel in gebruik door de gemeente bevestigd. Op 28 september 1989, na een ingrijpende gemeentelijke herindeling is het gebruik herbevestigd. Voor 1989 behoorde Woerden tot de provincie Zuid-Holland. Ook na de gemeentelijke herindeling van 2001 is het wapen ongewijzigd gebleven.

## Geschiedenis
Rond 1160 liet Godfried van Rhenen, bisschop van Utrecht, een versterking bouwen bij de nederzetting Worden (soms ook Worthene genoemd) aan de Oude Rijn. Dit om de expansiedrift van de graaf van Holland tegenval te kunnen bieden. De bisschop benoemde een kastelein of beheerder van het slot, die zich vanaf 1165 als heer van Woerden benoemde. De heer hoefde in mindere mate verantwoording af te leggen aan de bisschop, waardoor hij veel vrijheden kende en macht vergaarde, al bleef het wel een leenschap van het bisdom. In 1296 werden de Heren van Woerden uit hun ambt gezet vanwege een samenzwering tegen Floris V. Het oudste zegel van Woerden dateert uit 1277 en vertoont drie ruiten. Op een wapenbord uit de kapittelkerk van St. Marie in Utrecht en het wapenboek Gelre wordt het wapen afgebeeld als in goud drie ruiten van keel (rood), voor Herman van Woerden. In 1372 verkreeg Woerden stadsrechten.
De oudst bekende afbeelding van het stadswapen dateert van 1575. Het wapen vertoont een in twee rijen schuinrechtsgeruite dwarsbalk, vergezeld van drie ruiten. De oudste gekleurde afbeelding dateert van 1596 in een glas in de St. Janskerk te Gouda. Hierop wordt het afgebeeld van goud met drie ruiten van azuur (blauw) en een dwarsbalk met twee rijen ruiten. In 1642 komt voor het eerst het wapen in het zegel van de stad, dat tot in de negentiende eeuw dezelfde afbeelding heeft behouden. Het met een vijfbladige kroon gedekte schild vertoont drie rijen ruiten in de balk en het schild wordt gehouden door twee omziende leeuwen. De vergezellende ruiten zijn van azuur. Het wapen is echter met zwarte ruiten in gebruik bevestigd.

## Blazoen
De beschrijving luidt als volgt:
Van goud beladen met een geëchequeteerde fasce van lazuur en zilver van 3 tieres en verzeld van 3 lozanjes van sabel, staande 2 en chef en 1 en pointe. Het schild gedekt met eene kroon en vastgehouden door 2 leeuwen, alles van goud.
N.B.:
- De leeuwen zijn omziend.
- De kroon heeft 3 bladeren en 2x3 parels
- De heraldische kleuren zijn lazuur (blauw), zilver (wit), sabel (zwart) en goud (geel).